# Bærebølge
En bærebølge er det signal, der bærer modulationen i et signal, uanset om det er en elektromagnetiske bølger eller et elektrisk signal. Bærebølgen er kendetegnet ved at den har en fast frekvens, man stiller radiomodtageren ind på, når man skal modtage radioudsendelsen. 
Anvendes flere bærebølger samlet i en transmission, kaldes disse underbærebølger.
Modulationen er den information, der overlejres bærebølgen og dermed indeholder udsendes. Det kan være tale, musik eller data, der på forskellig måde kan 'kodes' (moduleres) ind i bærebølgen. Alt efter modulationsformen vil bærebølgen være til stede i forskellig form, være undertrykt eller mangle helt.